# Eumerus arat
Eumerus arat är en tvåvingeart som beskrevs av Violovitsh 1981. Eumerus arat ingår i släktet månblomflugor, och familjen blomflugor. Inga underarter finns listade i Catalogue of Life.